# Podenii Noi
Podenii Noi là một xã thuộc hạt Prahova, România. Dân số thời điểm năm 2002 là 4720 người.